# Mesembryanthemum cryptanthum
Mesembryanthemum cryptanthum là một loài thực vật có hoa trong họ Phiên hạnh. Loài này được Hook.f. mô tả khoa học đầu tiên năm 1868.